# ダンシング・ヒーロー (Eat You Up)
「ダンシング・ヒーロー (Eat You Up)」（ダンシング・ヒーロー イート・ユー・アップ）は、1985年11月21日にビクター音楽産業より発売された荻野目洋子の7枚目のシングル。振り付けは1985年版・2014年版共に三浦亨。

## 解説
原曲はイギリスの歌手のアンジー・ゴールドにより、1985年に発売されて世界的に大ヒットした『Eat You Up』（邦題：「素敵なハイエナジー・ボーイ」）である。曲調は当時の王道のディスコ・サウンドだった。
荻野目版の曲名の候補にはサビの歌詞から「シンデレラ・ボーイ」などがあったが、所属するライジングプロダクション社長の平哲夫による鶴の一声で「ダンシング・ヒーロー」に決まった。
荻野目は、本曲で第12回日本テレビ音楽祭にて日本テレビアイドル賞、第12回あなたが選ぶ全日本歌謡音楽祭にて最優秀アイドル賞、第19回日本有線大賞にて有線音楽賞を受賞している。また、第37回NHK紅白歌合戦に初出場を果たした。同曲の大ヒットにより、荻野目は一躍トップアイドルに躍り出ることとなった。
テレビ番組『とんねるずのみなさんのおかげです』では、荻野目がレギュラー出演していたコント「貧乏家の人々」で本曲が使われており、石橋貴明が冒頭を歌っては木梨憲武が暴力的なツッコミで止めるのが毎回のお約束となっていた。なお、2014年に製作されたミュージックビデオでは、とんねるずの許可を得たうえで同コントバージョンの振り付けが使われている。
お笑い芸人の平野ノラは、バブル時代のOLネタでブレイクした2015年頃からテレビ番組でたびたび本楽曲を出囃子に使用した。当時のインタビューでもオススメの1980年代音楽として挙げている。
2017年に大阪府立登美丘高等学校ダンス部がコンテスト用の組曲に用いたことにより再注目され、12月に同曲のバージョン違い15曲を収めた企画シングル『ダンシング・ヒーロー ジ・アーカイブス』が発売されるなどリバイバルヒットした（詳細は後述）。
振付師の三浦亨によれば、イントロや間奏で披露される独特のステップはマドンナを意識したものである。また、この曲はKilling Me Softly His Songをアレンジしたものである。

## チャート成績
荻野目も、歌手デビュー以来初めてのオリコン週間チャートトップ10入りを果たす。また翌年1986年の年間チャート12位にランクされ、シングル売上も唯一30万枚を突破（累計32万枚）、荻野目自身最大のヒット曲となった。累計売上は70万枚（公称）。
TBS系『ザ・ベストテン』では1985年12月に“今週のスポットライト”で初登場、翌1986年に入ってから初のベスト10入りを果たす（1986年1月9日、9位で初登場）。最高位は2位まで上昇（1986年2月6日）、通算9週間ランクインした。

## 音楽賞の受賞歴
- 第17回日本歌謡大賞   （放送音楽賞）
- 第12回日本テレビ音楽祭（日本テレビアイドル賞）
- 第12回あなたが選ぶ全日本歌謡音楽祭 （金賞・最優秀アイドル賞）
- 第19回日本有線大賞 （有線音楽賞）

## 文化的影響
洋楽カバーのアイドル歌謡として発売されたが、元の曲がユーロビートに分類されるダンスミュージックだったため、販売戦略とは異なる文化が後に形成された。

### 盆踊りの曲として定着
1990年代後半から愛知県（尾張北部：江南市、岩倉市など）や岐阜県（美濃加茂市周辺）で盆踊りの曲として普及し始め、徐々に首都圏（東京都中央区や清瀬市など）の盆踊り大会でも採用されていった。名古屋の日本民踊研究会会長（当時）二代目島田豊年が1986年に考案した最古の振り付け以外にも複数の総踊り用の振り付けが存在する。
2016年12月21日には、民謡歌手の2代目鈴木正夫らによる総踊り用CD「踊る十二月」のカップリング曲に荻野目バージョンが収録された。

### バブリー・ダンスとしてリバイバルヒット
Billboard Japan Hot 100総合シングルチャートでは、2017年9月25日付けのチャートに46位で初登場。その後、大阪府立登美丘高等学校ダンス部による当楽曲を使用した「バブリーダンス」のPV（制作・振付は同校OBの振付師akane）が、荻野目や平野ノラによる絶賛のコメントも後押しして一気に火が点き再生数が急伸。この楽曲を使用した動画の合計再生回数が8,705,160回を記録し、動画2位のDAOKO×米津玄師による「打上花火」にダブル・スコア以上の差をつける結果となった。このポイントが牽引して、10月2日付けで「打上花火」に次ぐ総合2位にジャンプ・アップした。また、同年11月6日には配信限定シングル「ダンシング・ヒーロー -ALL EAT YOU UP-」が、翌月にはシングル「ダンシング・ヒーロー  ジ・アーカイブス」（後述）が発売された。

対ドル為替レート（1950年以降）

ただし、実際は本楽曲がリリースされた1985年末から、本楽曲の注目が続いた1986年前半までは全く以って「バブル期」ではない。内閣府が定義する景気循環では、1985年6月をピークとするハイテク景気（第10循環）の後退期にあたる同年9月22日、G5により「プラザ合意」がなされ、急激に進む円高ドル安が深刻な「円高不況」を招き、日本政府や日本の輸出企業は大混乱に陥った。この不景気期には、おおよそ将来の好景気の芽はなかった。とは言え、本楽曲のリリースから約1年後の1986年12月頃、バブル景気（第11循環）は始まることとなる。
すなわち、本楽曲は実際は「円高不況期の曲」であるが、リリースから約30年後に「バブル期の曲」と誤解、誤認されてリバイバルヒットした。

## 収録曲
1. ダンシング・ヒーロー（Eat You Up）（3分47秒）
訳詞：篠原仁志／作曲：A.Kyte / T.Baker／編曲：馬飼野康二
2. ぜんまいじかけの水曜日（4分8秒）
作詞：秋元康／作曲：松尾一彦／編曲：萩田光雄

## ダンシング・ヒーロー ジ・アーカイブス
『ダンシング・ヒーロー ジ・アーカイブス』は、荻野目が大ヒットを記録したシングル「ダンシング・ヒーロー」の楽曲のみを収録した企画シングル。2017年12月20日にリリース。
荻野目歌唱の楽曲がシングル作としてリリースされるのは2001年に発売された『LOVE』以来、およそ16年振りとなる。

### 解説
上述の通り、同年7月に大阪府立登美丘高校ダンス部が同曲に合わせてネタとなった動画「バブリー・ダンス」がYouTubeにて投稿。すると、数日後には2.500万回以上の動画再生回数を記録したことが大きな反響を呼び、再びリバイバルヒットとなった。荻野目本人も動画を絶賛しており、9月のビルボード・ジャパン・チャートでは2位と一気に急上昇し人気に火がついた。これをきっかけに同校の生徒と共に荻野目もメディアへの露出なども数回増え始め、本作リリースへ繋がったとされる。収録曲に関しては、同楽曲の別音源や異なるミックス、数曲のバージョンに加え、初音源化となるバージョンなどを含む全15曲が収録されている。

### 収録曲
全トラックとも、作詞・作曲：A.Kyte - T.Baker、訳詞：篠原仁志
編曲：馬飼野康二(トラック1～3、12)
1. ダンシング・ヒーロー (Eat You Up)
2. ダンシング・ヒーロー (Eat You Up) -Special English Version-
  - 英語詞：Marco Bruno
    - アルバム「ラズベリーの風」CD版に収録。
3. ダンシング・ヒーロー (Eat You Up)  -Moderan Version-
  - アルバム「NON-STOPPER」に収録。再発版「NON-STOPPER+10」にはカラオケ版も収録。
4. ダンシング・ヒーロー (Eat You Up) - '70s mirrorball mix-
  - 編曲："PARADISE GROOVE" Production's
    - アルバム「NEW TAKE BEST COLLECTIONS '92」、「ラズベリーの風+5」に収録。
5. ダンシング・ヒーロー (Eat You Up) -Club Mix-
  - 編曲：須貝幸生、神長弘一、片岡俊彦
    - アルバム「best hits non stop clubmix」に収録。
6. ダンシング・ヒーロー (Eat You Up) -Euro Mix-
  - 編曲：Hiroyuki Yasumoto
    - コンピレーションアルバム「Dance Panic! Presents Euro Panic!」vol.2、3に収録。
7. ダンシング・ヒーロー (Eat You Up) - Extended Euro Mix-
  - 編曲：Hiroyuki Yasumoto
    - 上記の「Dance Panic! Presents Euro Panic!」の非売品プロモーション用LP盤に収録。
8. ダンシング・ヒーロー (Eat You Up) -Dancing Beat 2005 Mix-
  - 編曲：SANDRO OLIVE and DAVE RODGERS
9. ダンシング・ヒーロー (Eat You Up) -Dear Pop Singer Remix Version-
  - 編曲：小倉ヲージ
    - アルバム「Dear Pop Singer」に収録。
10. ダンシング・ヒーロー (Eat You Up) -Dear Pop Singer Version-
  - 編曲：本山清治
    - アルバム「Dear Pop Singer」に収録。
11. ダンシング・ヒーロー (Eat You Up) -Live-
  - 映像作品「VERGE OF LOVE【荻野目洋子 武道館ライブ】」中の音声トラックより収録。
12. ダンシング・ヒーロー (Eat You Up) <-Instrumental-> (オリジナル・カラオケ)
13. ダンシング・ヒーロー (Eat You Up) <-Instrumental-> (Up-Tempo)
14. ダンシング・ヒーロー (Eat You Up) <-Instrumental-> (Dear Pop Singer Ver.)
15. ダンシング・ヒーロー (Eat You Up) <ア・カペラ> (Dear Pop Singer Ver.)

## チャート
| チャート（1985年） | 最高 順位 |
| ------------------ | --------- |
| オリコン週間       | 5         |

| チャート（2017年）              | 最高 順位 |
| ------------------------------- | --------- |
| Billboard Japan Hot 100         | 2         |
| Billboard Japan Download Songs  | 6         |
| Billboard Japan Streaming Songs | 3         |

## カバー
- プリシラ・チャン - 1986年、「跳舞街」（広東語）原曲の「Eat You Up」ではなく「ダンシング・ヒーロー」のサビの一部を保全。2024年の香港映画「九龍城寨之圍城」（邦題：トワイライト・ウォリアーズ 決戦! 九龍城砦）の劇中曲として使われた。
- サマンサ・ラム - 1986年、「勁之夜」（広東語）上記と同様に「ダンシング・ヒーロー」のサビの一部を保全。なお、プリシラ・チャンのバージョンの方が有名。
- イ・ウンハ（朝鮮語版） - 1986年、「사랑해요」（朝鮮語）原曲のカバー。
- ヤン・ヘスン - 2003年、「화려한 싱글（華麗なシングル）」（朝鮮語）韓国の女性歌手によるカバー。詞の内容から独身女性のテーマのように扱われる[28]。
- デーモン閣下 - 2008年、“女性シンガーがカバーした海外楽曲をさらにカバーしたカバー・アルバム”としてリリースした『GIRLS' ROCK √Hakurai』にてカバー。
- MAX - 2010年、デビュー15周年メモリアル作品のカバー・アルバム『BE MAX』にてカバー[注 2]。
- 瑠川リナ - 2015年、2ndシングルとなるCDでカバー。
- 中森明菜 - 2017年11月8日、ディスコ・カバー・アルバム『Cage』にてカバー。
- セレブファイブ - 2018年、「セレブファイブ（セレブになりたい）」（朝鮮語）
- 麻倉未稀 - 2022年、アルバム「人生はドラマ これからも続く私のヒーロー物語」にてカバー。
- 石原詢子、多岐川舞子、大石まどか
- 雨宮天 - 2023年、2作目のカバーアルバムでカバー。
- クリィミーマミ（太田貴子） - 2023年、アルバム「魔法の天使 クリィミーマミ 80's J-POPヒッツ」でカバー。
- 黒川沙良 - 2025年[29]。